# Giant Dipper
Giant Dipper sont de célèbres montagnes russes en bois du parc d'attractions Santa Cruz Beach Boardwalk, situé à Santa Cruz, en Californie.

## Histoire
Ouvertes depuis le 17 mai 1924, elles font aujourd'hui partie des plus anciens parcours de montagnes russes encore en activité.
Le National Park Service les a inscrites, tout comme le Loof Carousel, comme National Historic Landmark en 1987. Elles font également partie des ACE Coaster Landmarks. 
Le manège a fait des apparitions dans de nombreux spots publicitaires et films dont Génération perdue, Le Retour de l'inspecteur Harry et Esprits rebelles.
Le Giant Dipper fut dessiné par Frank Prior et Fredrick Church avec un double Out & back similaire au Mission Beach roller coaster construit en 1925 à San Diego, en Californie.
Le Giant Dipper fut construit par Arthur Looff en 1924 en seulement 47 jours pour un coût de 50 000 dollars.
L'attraction est payante et coûtait à son origine 15 cents par passager. Le tour coûte aujourd'hui 4,50 dollars.

## galerie

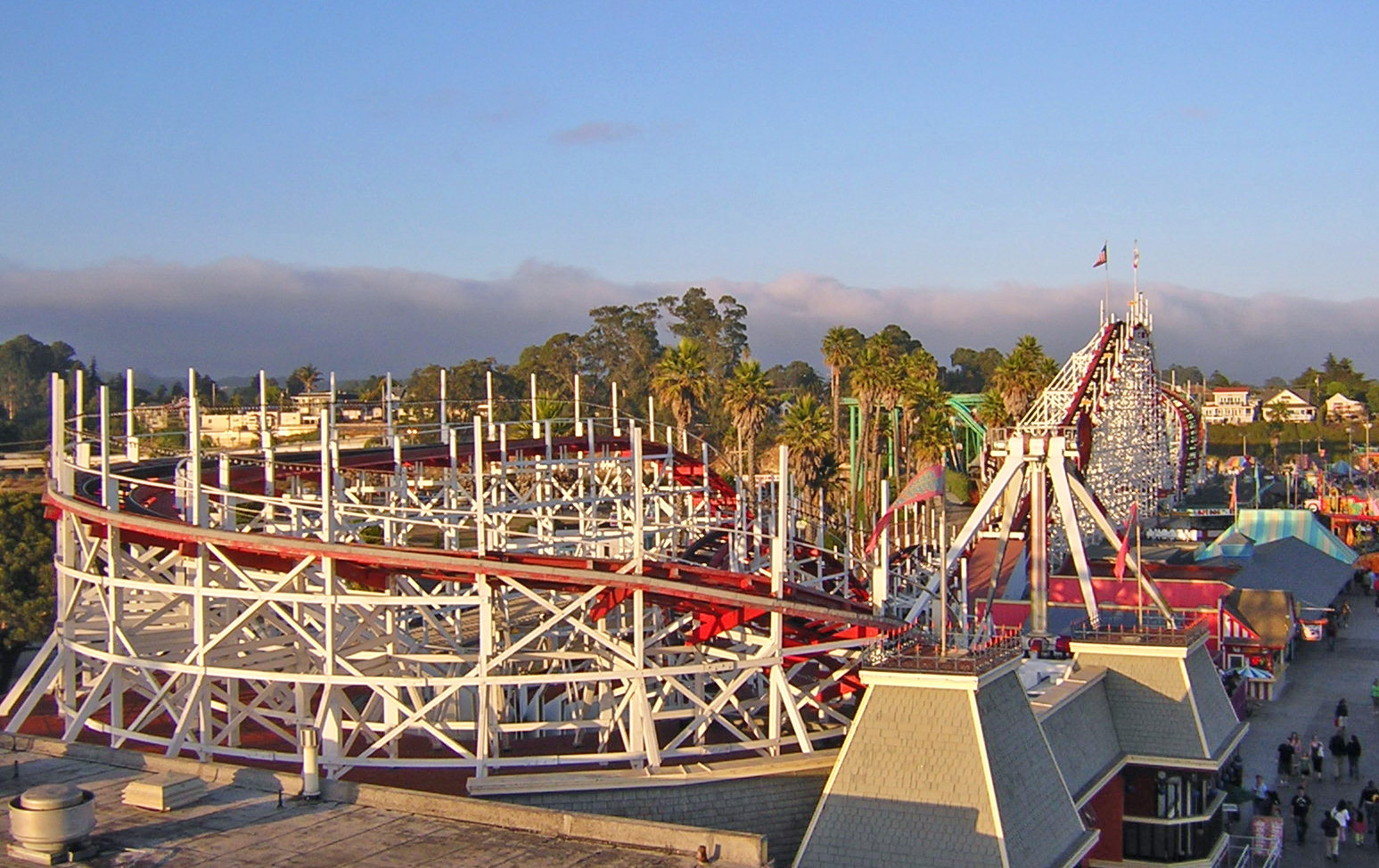
L'attraction vue du Skyglider.
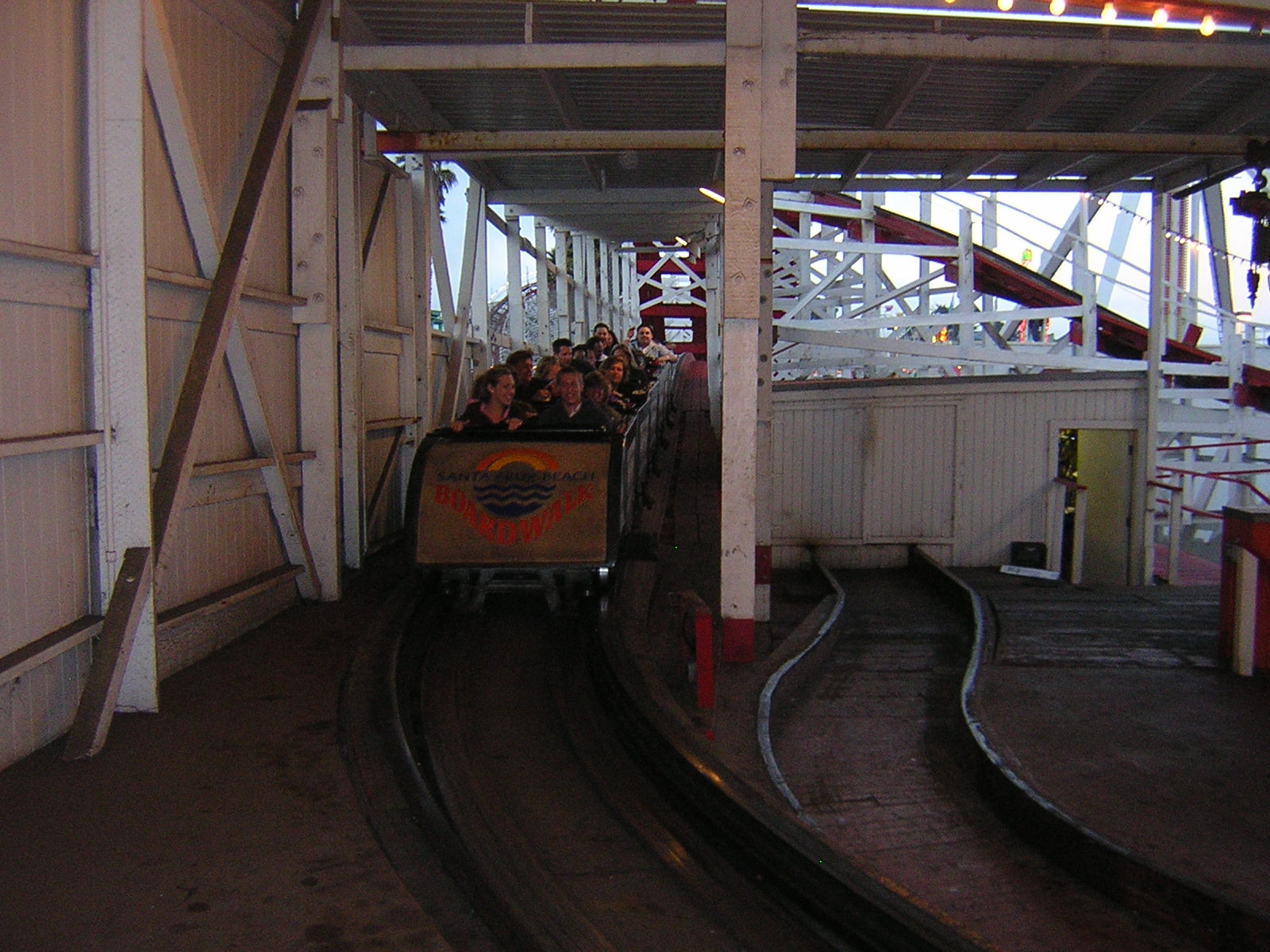
Train entrant en station.
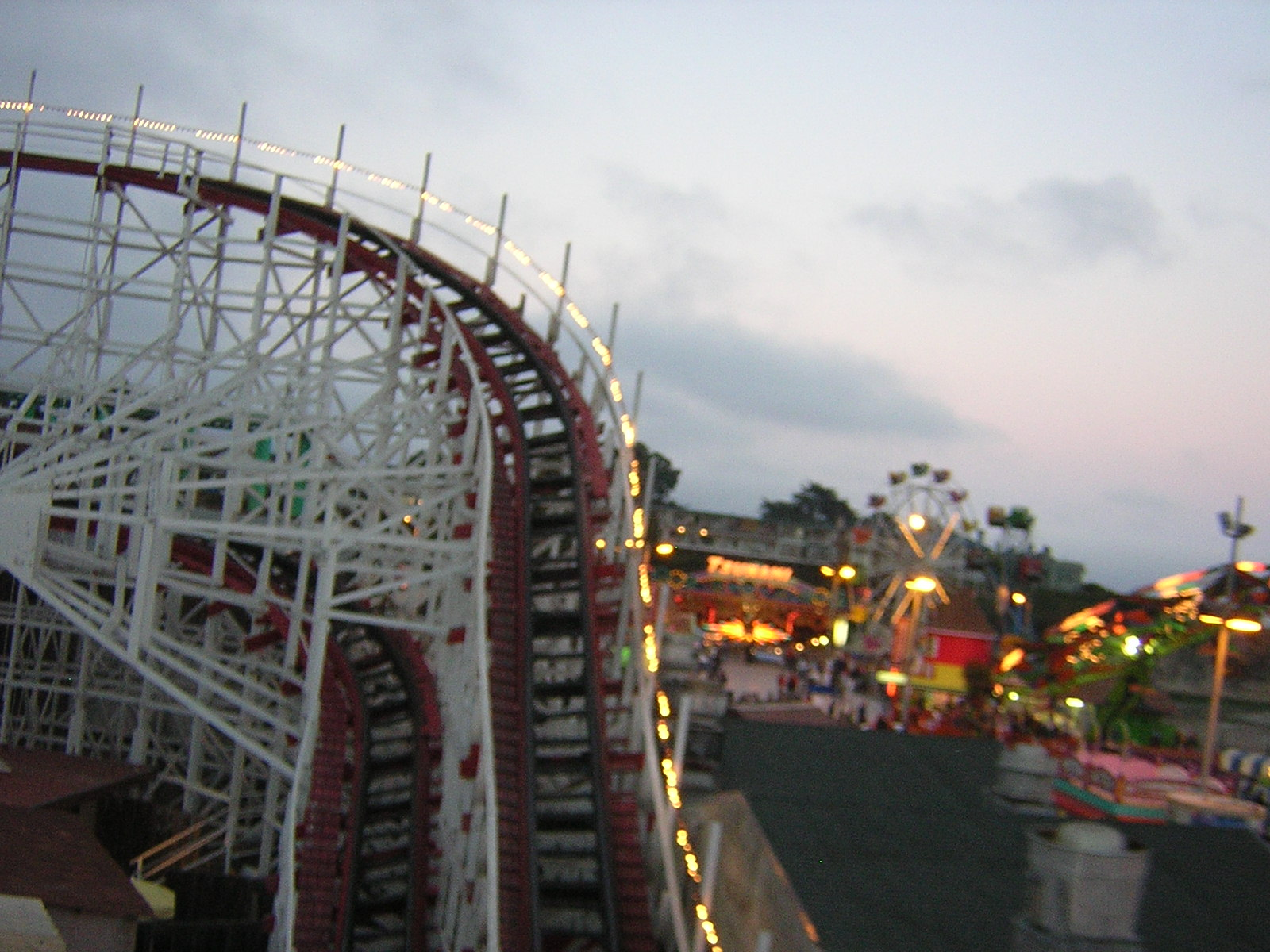
Partie du rail.
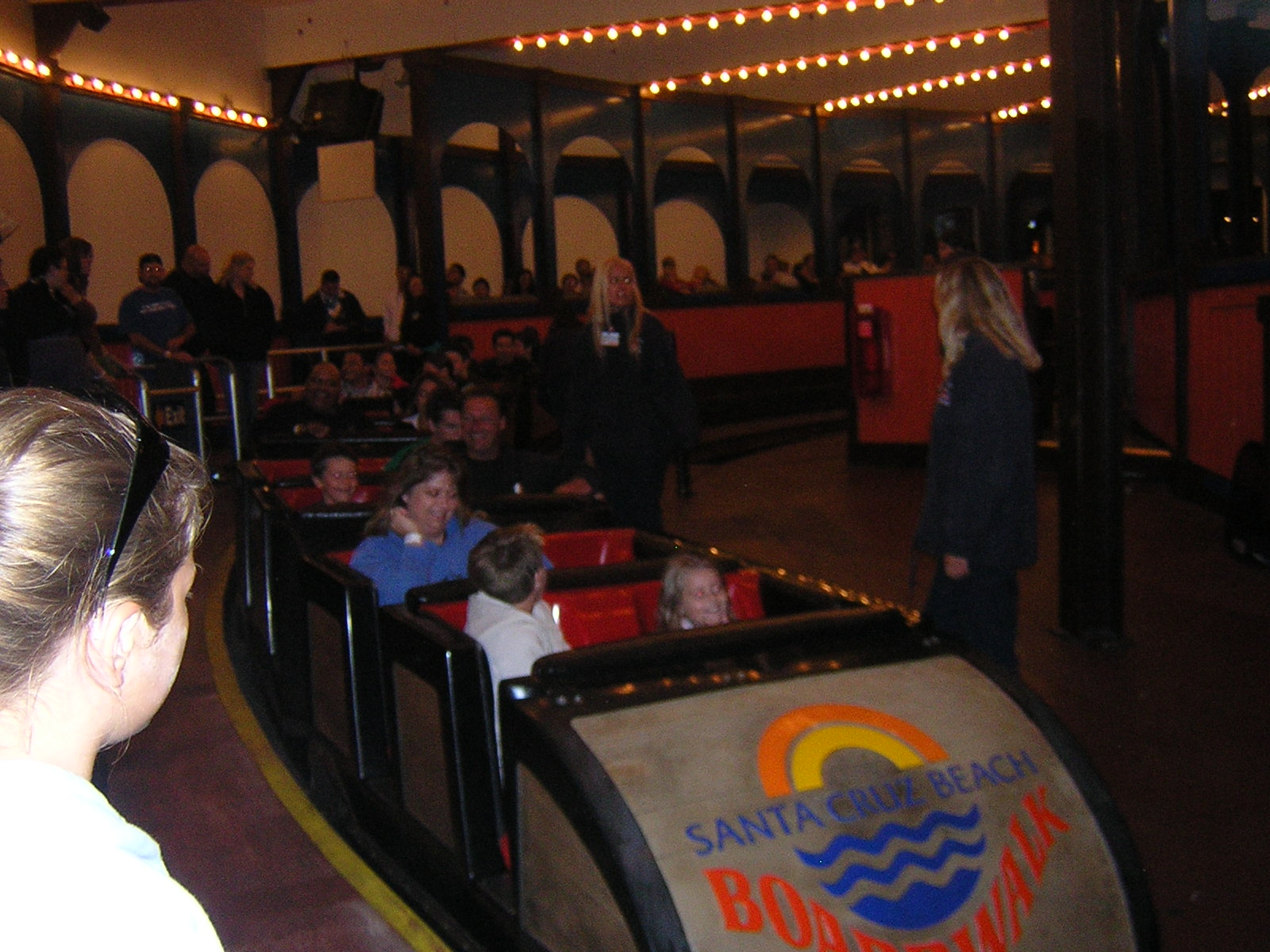
Station d'embarquement.
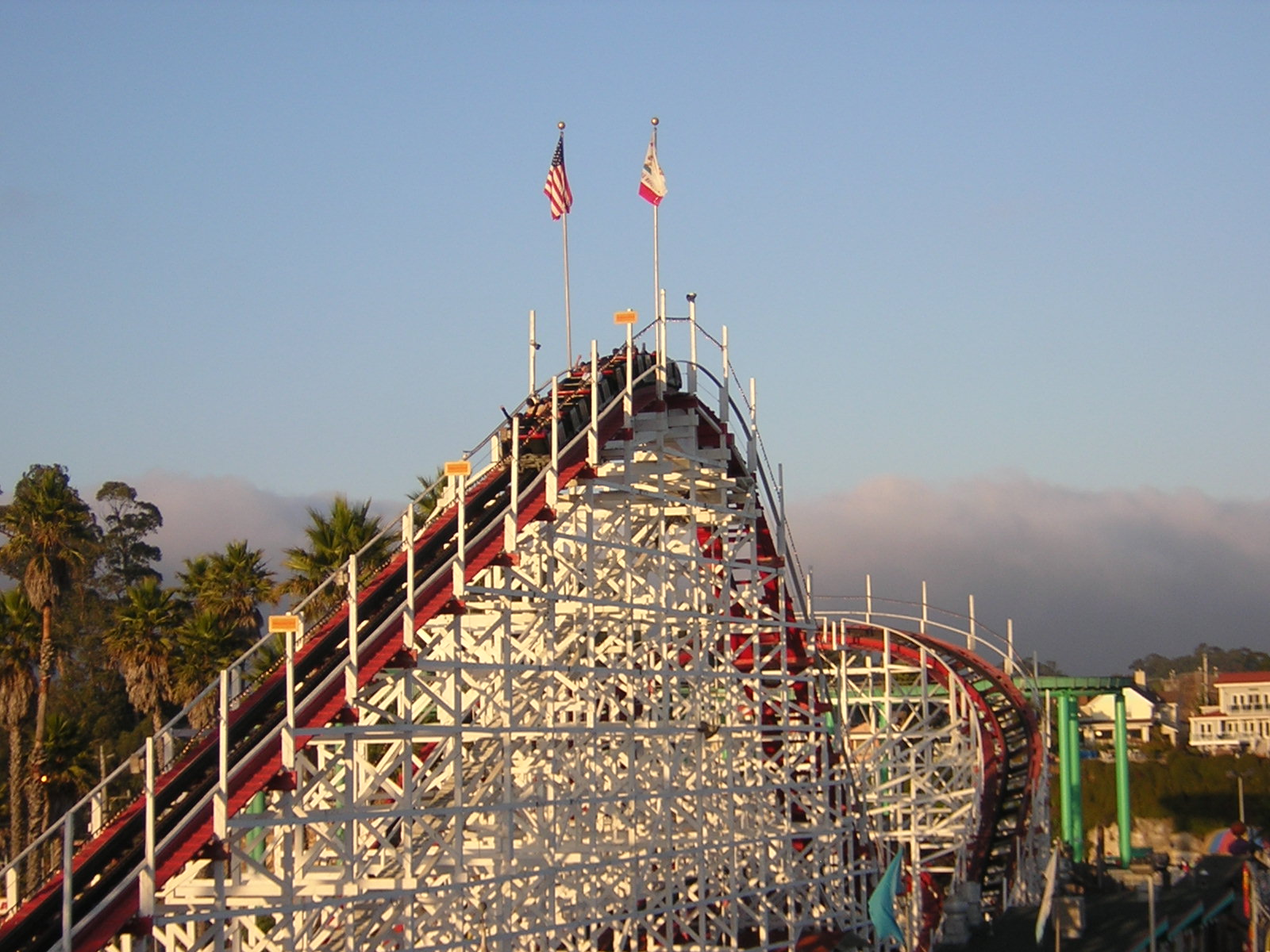
Remontée principale.